# XIII (jeu vidéo, 2003)
Pour les articles homonymes, voir XIII.
XIII est un jeu vidéo de tir à la première personne développé par Ubisoft et sorti en 2003 sur PC, PlayStation 2, GameCube, Xbox.
Le jeu est une adaptation de la bande dessinée éponyme de Jean Van Hamme et William Vance, dont l'intrigue puise librement dans les cinq premiers volumes de la série. Le jeu met en scène le personnage de XIII, un amnésique à la recherche de son identité après s'être réveillé sur une plage. Pris dans une conspiration par un mystérieux groupe, il est pourchassé par le FBI qui l'accuse d'avoir tué le président des États-Unis.
Il s'agit du premier jeu de tir à la première personne utilisant des graphismes en cel-shading. Le comédien David Duchovny prête sa voix au protagoniste.
Un remake du titre est annoncé en 2019 par Microïds qui a récupéré les droits. Il sort le 10 novembre 2020 sur Microsoft Windows, Xbox One et PlayStation 4, puis le 13 septembre 2022 sur Nintendo Switch.

## Trame

### Généralités
XIII reprend librement le scénario des cinq premiers volumes la bande dessinée éponyme de Jean Van Hamme et William Vance.
Années 1990, le président des États-Unis, William Sheridan est assassiné par un sniper dans les mêmes circonstances que John Fitzgerald Kennedy. Le colonel Amos est chargé de l'affaire. Quant au sénateur Walter Sheridan, frère du président défunt, il promet de reprendre l'œuvre de son frère.
Le protagoniste de l'œuvre se nomme XIII (David Duchovny). Accusé par Amos d'être l'auteur de l'assassinat, il se réveille sur une plage, amnésique,. Durant sa quête pour trouver la vérité, XIII est aidé par le général Carrington  (Adam West) qui décide de mener sa propre enquête ainsi que par le soldat Jones (Eve).

Portraits d'une partie des acteurs principaux
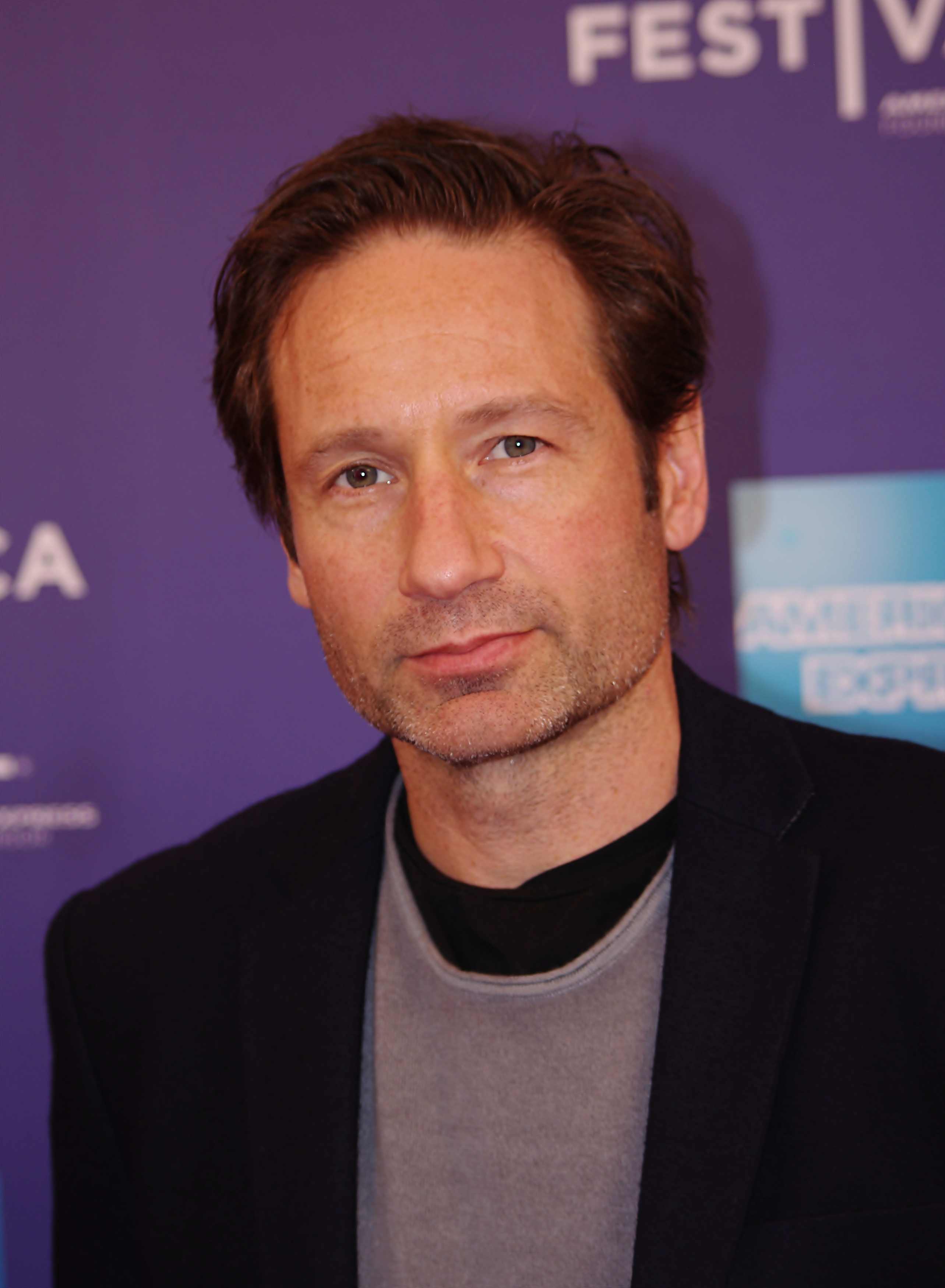
David Duchovny en 2011.
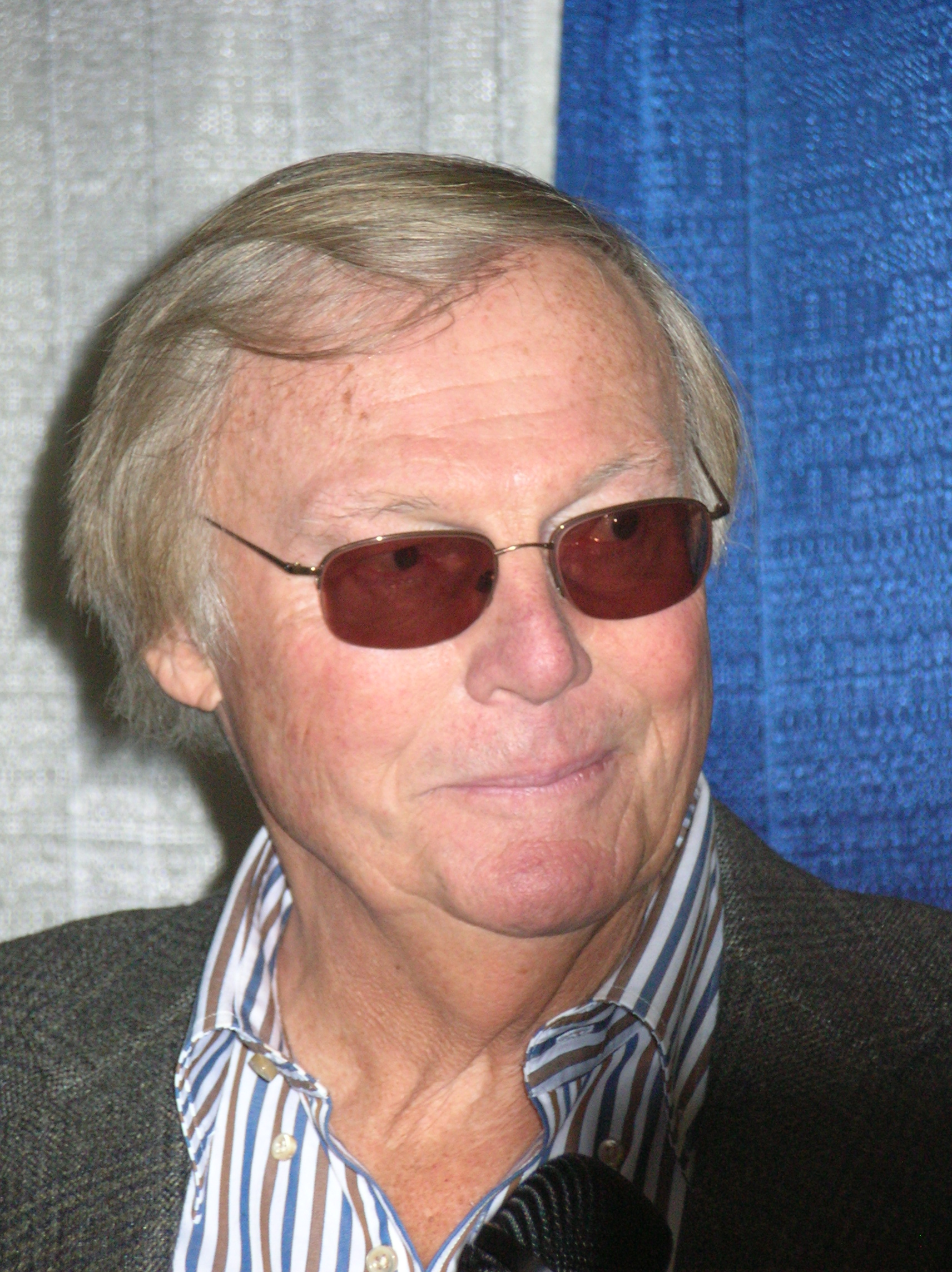
Adam West en 2009.
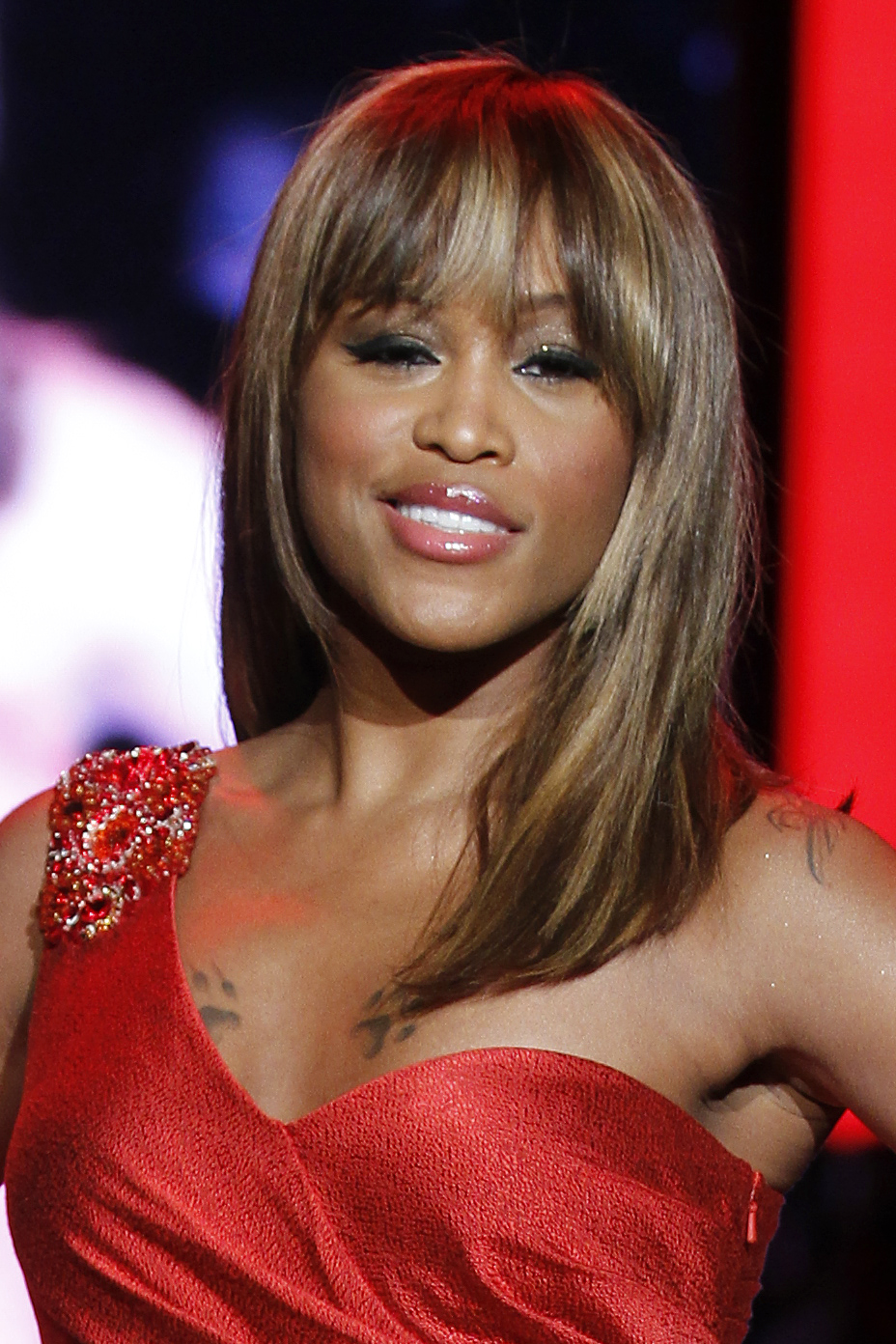
Eve en 2011.

### Résumé
Un homme amnésique, blessé par balle, avec le chiffre romain XIII au-dessus de la clavicule, se réveille sur la plage de Brighton Beach, New York. Il est recueilli par une sauveteuse qui l'emmène au poste de secours alors qu'un mystérieux hélicoptère survole les lieux. XIII a un flashback. Il est sur un bateau. Une voix le guide alors qu'il tente de s'enfuir. Des hommes armés s'en prennent à lui et lui tirent dessus alors qu'il saute du bateau. À son réveil, la sauveteuse appelle les secours et essaie de vérifier l'amnésie de l'homme. Elle lui donne une clef de la Winslow Bank trouvée dans sa poche pour qu'il se souvienne de quelque chose, sans résultat. À cet instant, une fusillade éclate et la jeune femme est tuée. XIII doit alors se défendre et s'enfuir. La quête de son identité passera par la Winslow Bank.
Arrivé à la Winslow Bank, XIII, que l'on appelle Steve Rowland, demande à accéder à son coffre. Il y trouve un porte-document et une bombe qu'il vient d'amorcer. À la suite d'un flashback, il comprend que le porte-document contient une liste de personnes associées à un numéro de I à XX et qu'il a lui-même mis en place le piège pour protéger la liste avec l'aide d'une jeune femme. Échappant à l'explosion, XIII doit s'enfuir alors que la Winslow Bank est prise d'assaut par des tueurs à sa recherche. Une fois sorti par un escalier de secours, XIII est arrêté par le colonel Amos, patron du bureau antiterroriste du FBI.
Emmené dans un site secret du FBI à Brooklyn, XIII est accusé par le colonel Amos, preuves photographiques à l'appui, d'être l'assassin du président William Sheridan. À ce moment, le bâtiment fédéral est lui aussi pris d'assaut et XIII est laissé menotté à une chaise dans un bureau. C'est là qu'apparaît la jeune femme du flashback, le major Jones, qui se présente comme son ancienne coéquipière et qui l'aide à s'enfuir.
Le major Jones lui apprend qu'il était en mission spéciale sous les ordres du général Carrington lorsqu'il a disparu et que s'il veut découvrir son identité, ils doivent délivrer le général Carrington, retenu prisonnier à Emerald Base sur ordre du Général Standwell, numéro III de la conspiration. La base est attaquée par des sections spéciales : les S.P.A.D.S., dirigés par le colonel McCall et qui exécutent tous les soldats présents. Une fois le général trouvé, celui-ci demande à XIII de l'aider à rejoindre Kim Rowland, épouse de Steve Rowland dont XIII a en réalité usurpé les traits pour une opération spéciale grâce à des opérations de chirurgie esthétique. Steve Rowland, le numéro XIII, faisait partie d'une conspiration de vingt personnes contre le président Sheridan. C'est lui qui a effectivement abattu le président mais il a été trahi par la conspiration et assassiné par un tueur à gages, la Mangouste. Sa femme, Kim, elle aussi membre de la conspiration (XVII), cherche alors à se venger et a l'idée, avec le général Carrington, de recruter un agent et de transformer son visage. Mais, alors qu'il la retrouve dans un chalet, Kim s'enfuit et XIII est capturé.
Il se réveille dans le centre de détention psychiatrique de Plain Rock duquel il doit s'échapper. Il découvre que le docteur Johansson, directeur de l'asile pénitentiaire, est un membre de la conspiration et qu'il porte le numéro XX en tatouage. Après une course-poursuite dans le désert, XIII parvient à rejoindre le major Jones qui l'évacue par avion.
Ils décident alors de s'infiltrer dans le camp des S.P.A.D.S. au Costa Verde. XIII y découvre, à la suite d'un flashback qu'il a été recruté parce qu'il était le capitaine rival de Rowland dans les S.P.A.D.S. : Jason Fly. Il espionne alors une conversation entre des membres de la conspiration (le Général Standwell, l'Amiral Franklin Edelbright, et le Colonel McCall) qui révèlent comment ils souhaitent prendre militairement le contrôle des États-Unis, en infiltrant les S.P.AD.S. dans les bases stratégiques et en les assignant à l'escorte militaire du Président. XIII pose alors une bombe dans le dépôt de munitions du camp S.P.A.D.S. et tue le colonel McCall qui porte le numéro XI. Il s'enfuit du camp en s'infiltrant dans le sous-marin de l'amiral Edelbright, numéro VII de la Conspiration, qu'il tue lorsque celui-ci s'interpose à sa fuite par un tube de lancement de torpilles. XIII parvient à fuir du port où le sous-marin s'est amarré avec l'aide du major Jones et est capturé par le colonel Amos, qui n'est pas au courant de sa véritable identité.
Le général Carrington lui explique alors la situation et, ensemble, ils élaborent un plan pour stopper la conspiration. Ils doivent tout d'abord récupérer la liste des conspirateurs que Jasper Winslow, directeur de la Winslow Bank, doit apparemment transférer au Costa Verde, selon les informations obtenues par XIII. Une opération du FBI est montée pour récupérer la liste. XIII parvient à la récupérer et tue deux autres membres de la conspiration : Jasper Winslow (IX) et le sénateur Clayton Willard (V). Il découvre que les S.P.A.D.S. sont infiltrés dans les bases militaires sensibles du pays et qu'ils en prendront le contrôle lors d'un exercice militaire de grande ampleur simulant un état de guerre : l'opération « Rouge Total ».
XIII doit alors découvrir qui est le numéro I, l'instigateur de la conspiration. Les survivants des vingt se retrouvent au Sanctuaire, quartier général des conspirateurs : l'abbaye St-Grégoire située sur les côtes du New Jersey. XIII y découvre que le point névralgique du complot sera la base secrète SSH1, d'où le président Galbrain dirigera les opérations et d'où le coup d'État sera lancé. Il s'enfuit du Sanctuaire mais doit se défaire des membres de la conspiration. Seuls les numéros I, II et III s'en tirent.
XIII s'infiltre dans la base SSH1, le jour de l'opération « Rouge Total », grâce à l'aide du sénateur Walter Sheridan, frère du président disparu, qui brigue la présidence des États-Unis. Mais l'opération démarre et Sheridan est pris en otage. Lui seul pourtant peut permettre à XIII d'accéder aux silos car il possède les codes d'accès. XIII doit se débarrasser du général Standwell, ainsi que du reste des S.P.A.D.S., puis se retrouve face à Calvin Wax, qui active l'autodestruction de la base SSH1 avant de se suicider. XIII parvient à stopper l'explosion mais se retrouve pris dans une fusillade avec la Mangouste alors qu'il quitte la base. Il parvient à le faire tomber dans un silo nucléaire avec l'aide du major Jones. Calvin Wax, secrétaire d'état la défense de Galbrain (ancien vice-président de Sheridan) s'avérera être le numéro II de la conspiration. Mais qui est le numéro I ?
Le temps passe et celui-ci reste introuvable. Walter Sheridan est élu président des États-Unis et invite XIII, Jones, Carrington et Amos sur son yacht pour fêter la victoire. XIII y surprend une conversation agitée entre Sheridan et Kim Rowland. Le président lui reproche de ne pas avoir accompli sa mission. XIII a alors un flashback. Avant de perdre la mémoire, il était sur ce même bateau et allait découvrir l'identité du numéro I. Il capte ensuite sur une radio du yacht un appel de détresse de la Mangouste, qui n'est pas mort dans sa chute. Le président Walter Sheridan rentre dans son bureau et surprend alors XIII. Le président est accompagné de 2 gardes et dit à XIII que c'est fini.
Le numéro I est démasqué, il s'agit du Président Walter Sheridan. Son plan a été bien orchestré, il est devenu président des États Unis comme il le voulait lorsque son frère l'était. Il a tué son frère pour devenir président à sa place.

## Système de jeu

### Généralités
Le jeu est un FPS avec des graphismes en cel-shading afin de conserver le style de la BD. Tout au long du jeu, le joueur incarne XIII et doit remplir des objectifs tels que : "ne pas se faire repérer, ne pas tuer les innocents, couper/rétablir le courant", etc. Lorsque le joueur progresse, il débloque petit à petit le scénario du jeu simplifié en une BD et doit chercher les "Documents importants" qui permettront au joueur d'en apprendre plus sur la Conspiration des XX et sur l'identité de XIII. À noter que certains de ces documents permettront à XIII de retrouver ses capacités (soin, apnée, etc) qui permettront au joueur d'être, par exemple, plus silencieux lors des phases d'infiltration ou de tirer avec deux armes de poing à la fois. Pour éviter de recommencer sa mission depuis le début, le joueur trouvera des checkpoints au fil de sa progression mais devra malgré tout sauvegarder la partie.

### Phases d'infiltration
Lors des phases d'infiltration, XIII ne doit pas se faire repérer et neutraliser les ennemis un à un. Il se peut aussi qu'il doive cacher les corps des ennemis qu'il a neutralisé. Il possède généralement un arsenal assez important ou alors il doit trouver ce dernier et n'est alors équipé que d'un 9 mm avec un silencieux. Si XIII se fait repérer, il devra recommencer sa mission au début ou au dernier checkpoint.

### Armes
- Couteau de lancer (disponible uniquement dans le mode solo) : cette arme n'est efficace qu'à courte et à moyenne portée et peut tuer l'ennemi d'un coup s'il est lancé dans la tête.
- Lance-Harpon (disponible uniquement dans le mode solo) : arme sous-marine est utilisé dans une mission par des hommes-grenouille ennemis. Tire un puissant harpon qui nécessite d'être remplacé après chaque tir.
- Grenade : il en existe 2 types : à fragmentation et aveuglante.
- 9 mm : ressemblant à un Beretta 92, il est l'arme de poing la plus fréquente dans le jeu. Pas très puissante, elle peut être munie d'un silencieux lors des missions d'infiltration et peut aussi être manié en double.
- 44 Spécial Colt Anaconda : un revolver très puissant dans le jeu, en revanche, son barillet contient 6 balles (de magnum ?). La touche de Tir Alternatif permet de tirer plus rapidement avec l'arme, la rendant moins précise.
- Fusil à pompe Winchester 1300 : efficace à courte porté comme tous les fusils à pompe dans les jeux vidéo, et a  5 cartouches
- Fusil de chasse à double canons: a la même puissance de feu que le fusil à pompe, ne possède que 2 cartouches mais est précis à une distance plus longue.
- Pistolet Mitrailleur : Il s'agit d'un Mini-Uzi. Il a la même puissance que le 9 mm (utilisant le même calibre.) Il a un grand recul le rendant efficace qu'à courte, voire à moyenne portée. Peut également être utilisé à deux mains.
- Fusil d'assaut M16 (fusil) avec lance grenade M203 : a 30 balles dans le chargeur et a un grand recul. Peut envoyer des grenades explosant aux impacts.
- Kalash AK-47 : possède la même puissance que le M16 ainsi que la même capacité de chargeur que ce dernier et peut avoir un mode de tir en rafale.
- Arbalète à lunette : une arme d'infiltration tuant silencieusement les ennemis avec un carreau à la tête. Il y a deux types d'arbalètes, une à un coup, et une autre plus efficace pouvant charger 3 carreaux, augmentant sa cadence.
- Fusil à lunette SVD : cette arme permet de tuer les ennemis à très longue portée, et XIII peut avoir trois niveaux de zoom de sa lunette si le joueur appuie sur le bouton Tir Alternatif.
- M60 ou Mitrailleuse Saco M60 : très puissante, cette mitrailleuse permet de tuer plusieurs ennemis en n'utilisant que très peu de balles. Son poids important réduit la vitesse de déplacement de XIII.
- Bazooka : sans conteste l'arme la plus puissante du jeu, elle peut tuer plusieurs ennemis d'un seul coup. Cependant, son poids est lourd et elle doit être utilisée à longue portée afin de ne pas blesser le joueur.

### Multijoueur
Le mode multijoueur de XIII contient 6 modes de jeu (dont 2 exclusifs sur PC et Mac). Les joueurs sont libres de modifier les options de jeu (Présence de Bots, tirs alliés, arènes, etc) :
- Deathmatch : un simple match à mort où les joueurs doivent s'entre-tuer pour gagner des points. Le joueur qui à le plus de points à la fin du temps imparti gagne le combat.
- Team Deathmatch : il s'agit d'un deathmatch classique mais ce dernier comporte deux équipes (bleue et rouge). À noter qu'il y a moins de terrains disponibles que dans le deathmatch vu que ces derniers sont divisés en deux parties opposées.
- CTF (Capture the flag) : les joueurs doivent capturer le drapeau de l'équipe adverse et le ramener à leur base sans se faire tuer. L'équipe qui a rapporté le plus de drapeaux adverses dans sa base remporte la partie. À noter que les joueurs peuvent s'entre-tuer pendant le combat.
- La Faucheuse ("La Proie" dans le manuel) : dans ce mode de jeu, les joueurs doivent s'acharner sur "la Faucheuse". Il s'agit d'une poupée vaudou représentant la Mort parcourant le terrain tout en provoquant les joueurs et en chantant. Plus les joueurs tirent sur la poupée, plus ils marquent de points, plus la Faucheuse rétrécit et plus elle court vite. Si la poupée touche l'un des joueurs, ce dernier meurt instantanément. Le joueur qui parvient à tuer la poupée gagne des points supplémentaires. À noter qu'il n'y a que 3 armes (9 mm, Grenade à fragmentation et Fusil de chasse), que les joueurs peuvent s'entre-tuer et que seuls les terrains les plus grands du jeu sont disponibles.
- Sabotage (exclusif sur PC et Mac) : les joueurs sont dans une équipe et doivent saboter 3 points indiqués sur la carte avant l'équipe adverse. Pour cela, l'un d'eux (ou plusieurs d'entre eux) doit(vent) ramasser une charge explosive et la fixer sur l'une des 3 zones de la carte. Pendant que le joueur pose la bombe (il doit laisser le bouton de tir enfoncé), les autres joueurs de l'équipe sont chargés de le protéger. Si le "poseur de bombes" meurt, il doit aller rechercher une bombe et la reposer sur l'une des zones à saboter. Une équipe est composée de 4 joueurs et chacun a un rôle bien précis. Il y a 4 types de personnage :
  - Le soldat : il est chargé de protéger le "poseur de bombes" ou même de l'escorter. Il reste assez efficace en combat direct et en défense. Bref, c'est le joueur le plus équilibré. Il possède un 9 mm, un fusil d'assaut avec 2 grenades incluses et de grenades flash.
  - Le sniper : ce joueur est chargé de couvrir les arrières de son équipe en surveillant le périmètre et en abattant à l'occasion les adversaires qui tentent de percer la défense de l'équipe. Il est équipé d'un 9 mm, d'un fusil de sniper et de grenades flash.
  - L'unité lourde : ce personnage n'a qu'une mission : tirer dans le tas. Il est conseillé de faire appel à lui lorsque plusieurs ennemis débarquent en même temps. Il est équipé d'un 9 mm, de grenades à fragmentations et d'un M60.
  - Le chasseur : ce joueur est parfait pour prendre en chasse un fuyard ou pour attaquer directement l'adversaire. Il est équipé d'un 9 mm, de grenades à fragmentation, d'un fusil à pompe et de grenades flash.
- Power-Up : dans ce dernier mode de jeu, les joueurs ne sont équipés que d'un 9 mm et doivent ramasser des caisses contenant des armes, des kits de secours, des armures (casques et gilets pare-balles) et d'autres bonus (notamment des super-pouvoirs). Il y a 3 types de caisses :
  - Attaque : ce type de caisse est la plus fréquente dans l'arène. Comme son nom l'indique, elle contient une arme qui va aider le joueur à mieux se défendre. Il y a 2 variantes pour cette caisse :
    - Matériel léger (la caisse de ce type possède une étiquette avec une seule douille de balle) : elle contient les armes de poing et les fusils (colt Anaconda, minigun, Fusil d'assaut, Kalash, fusil de sniper, fusil à pompe, grenades, grenades à fragmentation, grenades flash, grenades pour fusil d'assaut et éventuellement les munitions). À noter que les armes diffèrent selon l'arène choisie.
    - Matériel lourd (la caisse de ce type possède une étiquette avec trois douilles de balles) : elle contient les armes lourdes et encombrantes (Bazooka, M60 et éventuellement des munitions). À noter que les armes diffèrent selon l'arène choisie.

  - Défense : assez présente dans l'arène, ce type de caisse permet, comme son nom l'indique, d'obtenir un kit de secours, un gilet pare-balle et un casque. Si le joueur passe sur l'une de ces caisses, sa santé, son gilet pare-balle ou son casque voient leur niveau de résistance augmenté.
  - Pochette surprise : assez rare dans l'arène, ce type de caisse apporte un super-pouvoir (ou un handicap) à celui qui la ramasse. Un joueur peut avoir jusqu'à 2 super-pouvoirs/handicaps en même temps. Les pouvoirs et handicaps rencontrés sont :
    - Super-pouvoirs :
      - Invisibilité : rend le joueur invisible.
      - Invincibilité : rend le joueur invincible.
      - Turbo : rend le joueur plus rapide.
      - Super-dégâts : dégâts accrus envers les adversaires.
      - Super-armure : protection accrue pour le joueur.
      - Régénération : régénère progressivement la santé du joueur.
      - Téléportation : téléporte le joueur.
      - Munitions illimitées : les munitions du joueur sont illimitées.

    - Handicaps :
      - Baisse de tension : diminue progressivement la santé du joueur.
      - Perte d'armure : détruit progressivement l'armure du joueur.

## Développement
En mars 2002, le studio Ubisoft annonce travailler sur une adaptation de la bande dessinée belge XIII de Jean Van Hamme. Il est également annoncé qu'il s'agira d'un jeu de tir à la première personne et qu'il sortira sur PC, PlayStation 2, Gamecube et Xbox.
L'intrigue se base sur les cinq premiers tomes de la série. Le jeu tourne grâce au moteur Unreal Engine et propose un rendu en cel-shading, permettant « de donner l'impression que les planches de bandes dessinées se mettent en mouvement ». En novembre 2002, le jeu est repoussé au troisième trimestre 2003.
En mai 2003, Eve est annoncée prêter sa voix au Major Jones. Tony Kee, le vice-président du Marketing déclare au sujet de l'artiste qu'elle a « une combinaison de style, de sex-appeal et d'attitude - des attributs parfaits qui décrivent le personnage de Jones »,. En juillet 2003, il est révélé que le comédien David Duchovny sera l'interprète du rôle-titre. Autre renfort de poids, le général Carrington est quant à lui interprété par le vétéran Adam West.

## Musique
La bande sonore The Thirteen Soundtrack est composée par plusieurs artistes du label Future Primitive Sound. Les treize titres produits ont tous été d'abord sans nom. Selon le livret, les DJs sont liés aux personnages, tels que DJ Faust et Shortee avec XIII, DJ Zeph avec Carrington ou J-Boogie's Dubtronic Science avec la Mangouste. L'album s'ouvre avec une introduction et contient des morceaux typiques du style des années 1970 tels que soul, funk, jazz, mais aussi hip-hop.
Selon le fondateur et directeur artistique du collectif, Mark Herlihy, le projet a commencé avec son ami Pete Jacobs, qu'il a rencontré lors d'un concert, cinq ou six ans auparavant. Après avoir étudié les personnages et l'histoire, le groupe décide de composer sur un style noir et futuriste qui reflète le thème de l'espionnage. Son tempo varie de 105 à 120 battements par minute.
Herlihy a déclaré plus tard qu'il « [...] a voulu capturer l'essence de XIII dans cette bande sonore, en mettant en valeur son style nostalgique, tout en donnant une touche de modernité par son tempo [...] » et leur intention était de « [...] raconter son histoire à travers la musique et créer un mélange homogène et pulsatoire qui viendrait compléter l'énergie de XIII avec celle des joueurs [...] »,.
Un critique d'IGN a donné à l'album 8 étoiles sur 10, en déclarant : « C'est un album qui fonctionne parfaitement, glissant tranquillement sur fond de musique groovy, mais aussi doublé d'un dance-floor rythmé, parfait pour bouger dans une petite fête ». Il a également déclaré que le joueur, et c'est compréhensible, oublie vite la musique tout en jouant. Il a conclu que l'album est « jazzaphonique, électronique, s'évadant en funk-euphorie ».
| 1.  | Intro                                     |                     | 0:39 |
| 2.  | J-Boogie's Dubtronic Science              | J-Boogie            | 3:38 |
| 3.  | Crusade                                   | Dj Zeph             | 2:21 |
| 4.  | Needle Drop                               | Dj Zeph             | 3:34 |
| 5.  | The Mission                               | Faust & Shortee     | 4:44 |
| 6.  | Thirteen Thieves                          | Romanowski          | 3:04 |
| 7.  | Slingshot                                 | Romanowski          | 3:04 |
| 8.  | The Black Hole (Remix)                    | DJ Z-Trip           | 2:38 |
| 9.  | The Drumbattle                            | Faust & Shortee     | 5:30 |
| 10. | Covert Ops (SWAT Vs. Meat Beat Manifesto) | Meat Beat Manifesto | 3:12 |
| 11. | Tino's Beat (Faust & Shortee Remix)       | Tino                | 4:41 |
| 12. | Untitled                                  | Bing Ji Ling        | 3:26 |
| 13. | Lord of the Pants                         | Romanowski          | 4:14 |

## Accueil

### Critiques
Le jeu est bien accueilli par la presse. Il obtient 17/20 de la part de Jeuxvideo.com, 6/10 par Gamekult, 15/20 par Jeuxvideo.fr ou encore 16/20 par Nintendo-Master. Il obtient également 18/20 par les lecteurs de Jeuxvideo.com sur toutes les plates-formes.

### Ventes
Le jeu rencontre un échec commercial à sa sortie lorsqu'il s'est vendu à plus de 2 millions d'exemplaires.[réf. nécessaire]

## Communauté de joueurs XIII
InsideXIII est actuellement la seule communauté du jeu XIII sur PC encore active.
Fondée en 2006, l'ancienne communauté de joueurs en ligne InXIII a commencé comme site de fans sur le jeu XIII. En 2007, le site change d'aspect et devient InsideXIII.
Il propose à ce jour une base de données complète sur le jeu, tel que des cartes personnalisées (niveaux), des skins de personnages additionnels, des mods, des correctifs (patches), un forum et un soutien actif sur tous les problèmes (en particulier sur l'installation du jeu sur Windows 7 version 32 et 64 bits). Le site organisa plusieurs concours sur la période de 2006 à 2011, tels que tournois en ligne où les joueurs s'affrontent pour réaliser les meilleurs Frags. La communauté est aussi particulièrement active autour des réalisations video.
Après que les forums officiels de XIII fermèrent complètement, au début de l'année 2012, l'éditeur Ubisoft migra les serveurs de jeu afin d'améliorer les services en ligne. Ils décidèrent de ne plus supporter le masterserver Ubi.com de XIII qui reliait les joueurs pour les parties en ligne et l'affichage des listes actualisées des serveurs de jeux. Après plusieurs appels sans réponse auprès du support d'Ubisoft, InsideXIII décida d'ouvrir son propre masterserver.
Certaines compilations autonomes du jeu XIII ont été réalisées (la dernière à l'automne 2012), disponibles uniquement pour le mode multijoueur. XIIIMP est un mod (XIII-Tools) initialement créé par Ch0wW, puis repris par Inside-XIII dont le but était de bâtir à partir de la démo multijoueur des fonctionnalités additionnelles comme une interface utilisateur améliorée, des nouveaux modes de jeux venant de la communauté, et un nouveau masterserver.
Des membres de InsideXIII sont encore présent sur la plateforme YouTube comme ChOwW, MidneY ou encore Classic PC Games.

## Postérité
En avril 2019, un remake développé par PlayMagic et édité par Microïds est annoncé pour le 13 septembre 2019 sur Microsoft Windows, Xbox One, PlayStation 4 et Nintendo Switch.
En août 2019, le jeu est repoussé en 2020. Il sort finalement le 10 novembre 2020 sur les plates-formes annoncées, à l'exception de la Nintendo Switch dont la date de sortie est repoussée à 2021. Le jeu sort finalement le 13 septembre 2022 sur la console de Nintendo.